# Chiesa di San Giovanni Battista (Montechiarugolo)
La chiesa di San Giovanni Battista, nota anche come pieve di Basilicanova, è un luogo di culto cattolico dalle forme neobizantine, situato in via Giuseppe Garibaldi 42 a Basilicanova, frazione di Montechiarugolo, in provincia e diocesi di Parma; è sede di una parrocchia compresa nella zona pastorale della Pedemontana.

## Storia
L'originaria pieve, dedicata a san Giovanni Battista, fu edificata in prossimità del castello intorno al VII o VIII secolo, ma la prima testimonianza della sua esistenza risale al 921.
La chiesa fu menzionata anche nel 1230 nel Capitulum seu Rotulus Decimarum della diocesi di Parma; all'epoca erano poste alle sue dipendenze le cappelle di San Biagio a Mamiano e Sant'Ermanno a Santa Romana.
Il 15 agosto 1334 il castello, dopo essere stato conquistato dai Rossi, fu attaccato e dato alle fiamme da Mastino II della Scala; l'incendio causò anche la completa distruzione della pieve. La chiesa fu ricostruita più a ovest forse già pochi anni dopo la scomparsa di quella medievale, ma non esistono testimonianze dell'esistenza del nuovo tempio più antiche del 1521; tuttavia, il nuovo edificio versava in pessime condizioni, privo di pavimento e di intonaco alle pareti, tanto che nel 1579 il vescovo di Rimini Giovanni Battista Castelli, nel resoconto della sua visita pastorale, ne impose la ristrutturazione, che però non fu effettuata per mancanza di fondi.
Alla fine del XVIII secolo fu costruita la torre campanaria.
Nel 1871 la chiesa fu ampliata con l'aggiunta del coro e della copertura sulla navata, affiancata da due cappelle; tuttavia, l'edificio presentava ancora numerosi difetti, tra cui la quota del pavimento troppo bassa, tanto da provocare allagamenti all'interno in occasione di ogni pioggia intensa.
Tra il 1915 e il 1920 il luogo di culto fu profondamente trasformato in stile neobizantino, su progetto dell'architetto Camillo Uccelli; furono interamente ricostruite le navate centrale e destra, arricchite con i bassorilievi e i capitelli disegnati dallo scultore Emilio Trombara.
Nel 1938 furono riedificate la navata sinistra, la zona presbiteriale absidata, decorata con affreschi dal pittore Emanuele Quintavalla, e l'attigua sagrestia. L'anno seguente fu infine innalzata la nuova facciata con l'esonartece e le cappelle laterali, su progetto dal geometra Luigi Adorni.
Nel 1949 la volta della navata centrale fu decorata con affreschi da Emanuele Quintavalla.
Agli inizi del 2017 furono completati i lavori di ristrutturazione e consolidamento strutturale del tempio, del campanile settecentesco e della vicina canonica.

## Descrizione

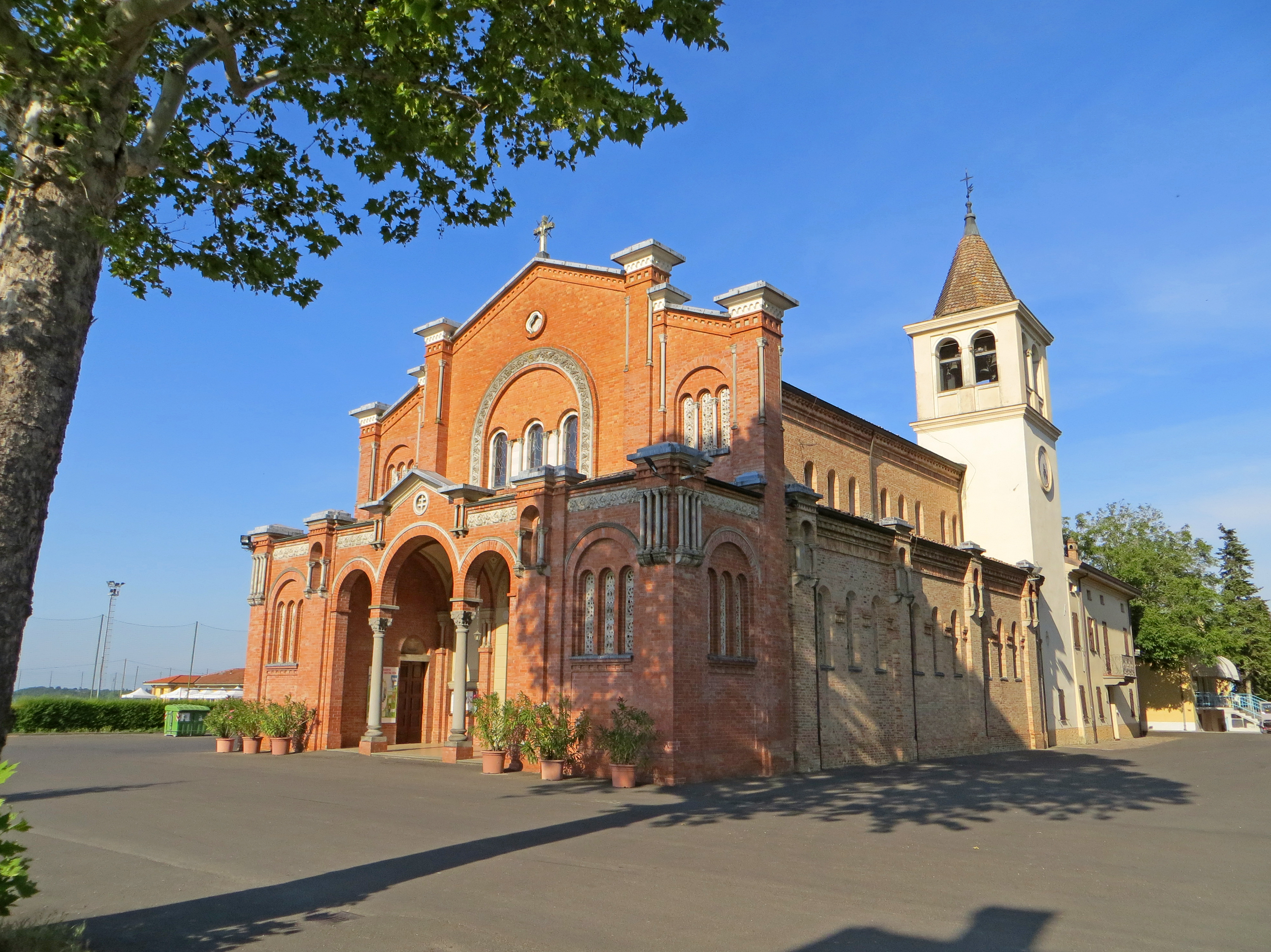
Facciata e lato sud

La chiesa si sviluppa su un impianto a tre navate, con ingresso, preceduto da esonartece affiancato da due cappelle, a est e presbiterio absidato a ovest.
La simmetrica facciata a capanna, interamente rivestita in laterizio, è caratterizzata dalla presenza dell'avancorpo a un solo livello; al centro vi si aprono le tre arcate a tutto sesto del portico, rette da due colonne in pietra coronate da capitelli riccamente scolpiti; ai fianchi si trovano le due cappelle laterali, illuminate da due ampie trifore ad arco a tutto sesto delimitate da lesene, arricchite in sommità da colonnine su peducci e archetti; a coronamento corre un altorilievo spezzato decorato con intrecci vegetali, mentre nel mezzo si innalza una cuspide.
L'ampio portale d'ingresso principale, sormontato da lunetta scolpita, si affaccia al centro del nartece, coperto da tre volte a vela dipinte; sui lati del portico si aprono i due accessi secondari. La parte superiore è tripartita da quattro paraste decorate con colonnine sugli spigoli; nel mezzo è collocata una grande trifora, delimitata da un'arcata a tutto sesto in pietra riccamente scolpita; più in alto si apre una piccola finestra a croce greca, con cornice in rilievo; ai lati si trovano altre due trifore ad arco a tutto sesto, chiuse da lastre di pietra bianca traforata.
I fianchi, oltre l'avancorpo a un solo livello illuminato da una trifora ad arco a tutto sesto, sono scanditi inferiormente da lesene, che delimitano a tre a tre le monofore a tutto sesto delle basse navate laterali; superiormente si aprono sulla navata centrale analoghe finestre ad arco. Al termine della navata laterale destra, in corrispondenza dell'abside, si innalza il campanile settecentesco intonacato, sviluppato su una pianta quadrata; la cella campanaria si affaccia sui quattro lati attraverso ampie bifore a tutto sesto, mentre a coronamento si staglia una guglia a base ottagonale.
All'interno la navata centrale, coperta da una serie di volte a crociera decorate con affreschi novecenteschi, è separata da quelle laterali attraverso massicci pilastri in mattoni alternati a gruppi di tre arcate a tutto sesto, rette da colonnine binate in pietra coronate da capitelli con pulvini. La cappella laterale alla sinistra dell'ingresso contiene il fonte battesimale, mentre quella sulla destra un tempietto.
Il presbiterio, lievemente sopraelevato, è preceduto dall'arco trionfale; l'ambiente, coperto da una volta a botte dipinta, accoglie nel mezzo l'altare maggiore neobizantino a mensa in pietra, aggiunto tra il 1970 e il 1980; sul fondo l'abside, coperta dal catino affrescato e illuminata perimetralmente da una serie di monofore ad arco a tutto sesto, ospita l'antico altare maggiore risalente all'incirca al 1700, sormontato da un tronetto espositivo del 1740 circa.
La chiesa conserva alcune opere di pregio, tra cui un confessionale seicentesco e un calice realizzato nel 1586.